# Рунические камни U 410 и U 411, Норртиль
Рунические камни U 410 и U 411 — памятники XI века, воздвигнутые рядом с дорогой, ведущей к существовавшему уже в то время поселению, на месте нынешнего поселка Норртиль (швед.  Norrtil), Уппланд, Швеция.

## Рунический камень U 410

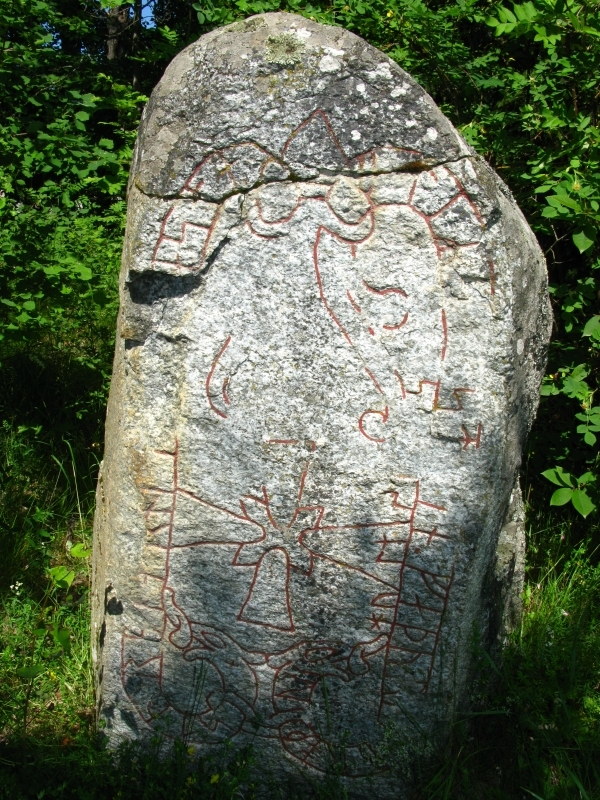
Рунический камень U 410

Памятник 59°37′28″ с. ш. 17°45′03″ в. д. впервые упоминается в 1682 г. Материал — серый гранит,  высота — 1,55 м,  ширина 0,75 м. Поверхность камня подвержена осыпанию, вследствие чего надпись повреждена. Утраченные части текста, выделены квадратными скобками [ ], восстанавливаются по старым зарисовкам. Надпись высечена на телах двух змеев, головы и хвосты которых соединены связками вверху и внизу. В центре помещён крест.
× sturbiarn • l[it • rais]a . stai . . . ftiR [ • ] s[ik]st[a]in • faþur - - - broþur hulmst . . . [n]s

Стюрбьёрн велел установить этот камень по Сигстейну, своему отцу, брату Хольмстейна.
В непосредственной близости от монумента находятся несколько захоронений эпохи викингов.

## Рунический камень U 411

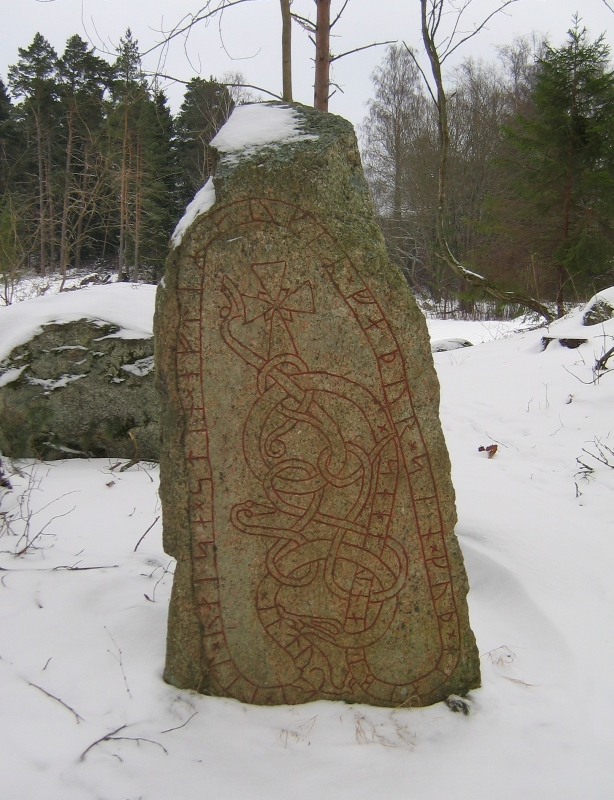
Рунический камень U 411

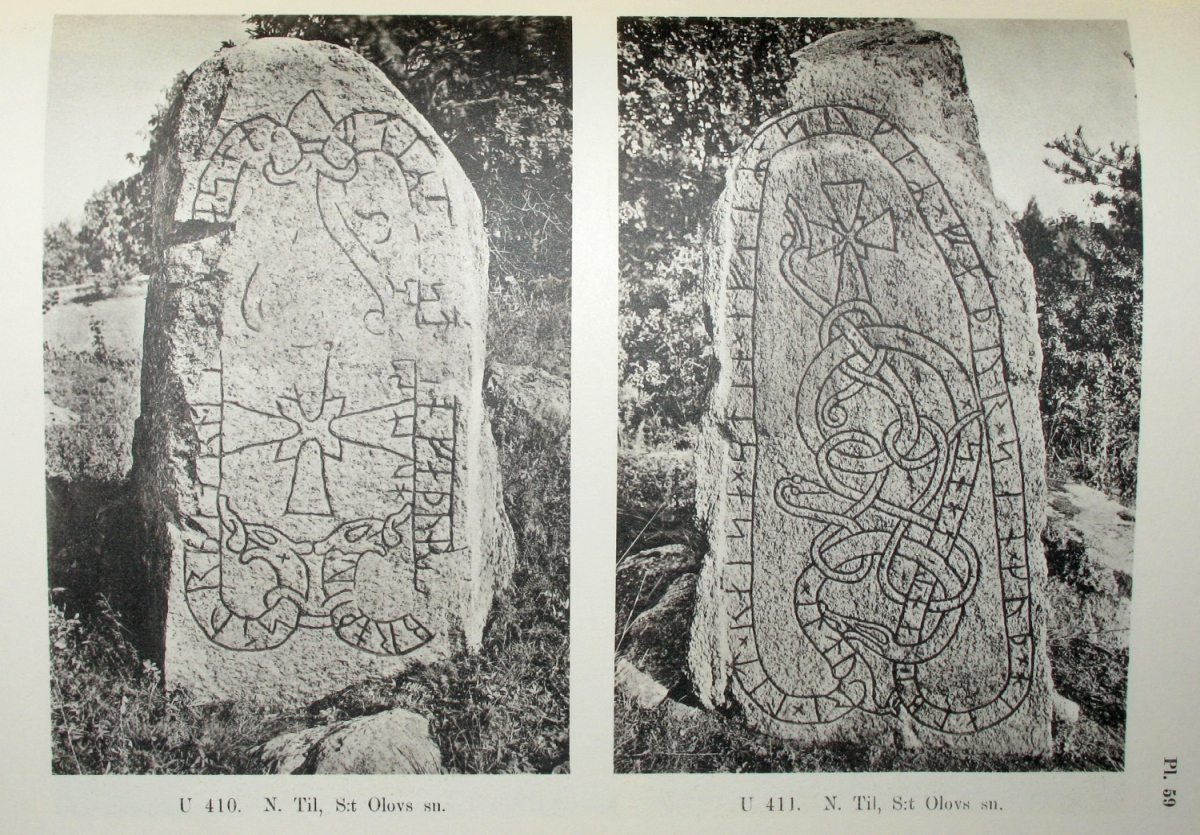
Фотографии камней U 410 и U 411 из Норртиля в книге Elias Wessén, Sven B. F. Jansson Upplands runinskrifter. Del. 2, H. 2.

Камень расположен в 190 м к западу от U 410 59°37′29″ с. ш. 17°44′52″ в. д. . Материал — розовый гранит, высота - 1,74 м, ширина 0,93 м. Текст нанесен на туловище змея, образующего большую петлю по контуру камня, внутри которой его голова и хвост многократно переплетаются со змеей меньшего размера. В верхней части помещен крест. Руны высечены глубоко и четко и хорошо сохранились.
× ilturi × lit × raisa × stin × eftiR × sukiR × faþur × sin × kuþ × hialbi • ant • ahns ×

ilturi велел установить этот камень по Сиггейру(?), своему отцу. Бог да поможет его душе.
Личное имя ilturi не встречается больше ни на одном руническом памятнике, не известно оно и из других скандинавских средневековых источников. Лишь в перечне межевых знаков между областями Веренд и Ньюдунг, сохранившемся в списке 1320 г., присутствует топоним Illdorabech, в состав которого возможно входило личное имя Illdore.